# Osservatorio di Roeser
L'Osservatorio di Roeser è un osservatorio astronomico del Lussemburgo. Si trova in una zona di campagna del territorio della città di Roeser, alla quota di 330 metri sul livello del mare. Il suo codice internazionale è 163.
L'osservatorio è gestito dagli astronomi amatoriali Matt Dawson e André Durand. 

## Strumentazione e attività
L'osservatorio è equipaggiato con un telescopio riflettore avente uno specchio di 45 cm. La strumentazione comprende inoltre una fotocamera CCD e un computer.     
Dal 1999 l'osservatorio collabora con il Minor Planet Center a programmi di osservazione per l'identificazione e la misurazione delle posizioni degli asteroidi near-Earth, che hanno un'orbita vicina a quella terrestre. I dati osservativi dell'osservatorio di Roeser sono utilizzati dalla NASA, dallo Smithsonian Astrophysical Observatory e dall'Università di Pisa per calcolare l'orbita di questi asteroidi.
Nel 2002 Matt Dawson, uno dei due gestori dell'osservatorio, è stato uno dei cinque vincitori del premio intitolato a Gene Shoemaker assegnato dalla Planetary Society per il miglioramento delle dotazioni strumentali per l'osservazione degli asteroidi near-Earth. Il premio, che consisteva in una somma di denaro, è stato destinato all'acquisto di una nuova telecamera CCD per l'osservatorio di Roeser.  